# Trzecia mowa olintyjska
Trzecia mowa olintyjska stgr. Ὀλυνθιακὸς Γ – polityczna mowa Demostenesa, wygłoszona w 349 roku przed naszą erą. Celem mowy było przekonanie Ateńczyków do udzielenia pomocy Olintowi oraz wskazanie na konieczność zgromadzenia funduszy na wojnę z Filipem II.

## Tło
Olint był grecką polis leżącą na Półwyspie Chalkidyjskim. W latach 356–351 Olintyjczycy pozostawali w przymierzu z Filipem II, zawartym po przekazaniu im przez Macedończyka Potideji – wcześniejszej posiadłości ateńskiej. W 351 roku mieszkańcy Olintu dostrzegli agresywne zachowanie sojusznika, atakującego sąsiednie mniejsze polis, w związku z czym zawarli pokój z Ateńczykami. Zaatakowani przez Filipa w 349 roku, Olintyjczycy wysłali do Aten delegację z prośbą o sojusz obronny i pomoc przeciw agresji Macedończyków.
Demostenes był gorącym zwolennikiem walki z Filipem Macedońskim. W serii trzech mów wygłoszonych w lecie i/lub jesieni 349 roku zachęcał on współobywateli do udzielenia Olintyjczykom pomocy zbrojnej. W pierwszej z mów propagował wystawienie odpowiedniej floty do walki z Filipem, w drugiej odpierał argumenty zwolenników pokoju dotyczące zbyt dużej potęgi przeciwnika, w trzeciej zaś zajmował się kwestią funduszy niezbędnych na wojnę z Macedonią.
Ateńczycy zaakceptowali przymierze z Olintem i udzielili militarnej pomocy. Okazała się ona jednak niewystarczającą i polis padła w 348 roku. 

## Treść
Demostenes zwraca uwagę, że mówcy, którzy przed nim występowali na mównicy, zboczyli od przedmiotu właściwej obrady, bo drobne zwycięstwa nad wojskiem Filipa odniesione do wielkich rozmiarów podnosząc i dumę ludu łechcąc, rozwodzą się nad tym, jakby Filipa ukarać należało. Oświadcza bez ogródki, że nie pora teraz nad tym radzić, ale zabezpieczyć się najpierw od zaborów Filipa i zastanowić się, jakim sposobem można ocalić własną polis (rozdział 1). Teza mowy: Uratowanie własnej polis wymaga ocalenia Olintyjczyków; dopiero po dokonaniu tego można będzie pomyśleć, jakby zuchwałość Filipa ukrócić (2). Ze względu na wagę obecnej chwili udzielenie stosownej rady bardzo jest trudne, lecz nie tyle trudności sprawia wymyślenie samej rady, ile znalezienie sposobu, jak ją ze skutkiem można wypowiedzieć. Ateńczycy bowiem, chociaż dobrze wiedzą, co im czynić należy, czynić tego jednak nie chcą. Prosi, by mu pozwolono mówić swobodnie, gdyby nawet gorzką wypowiadał prawdę, bo pochlebne mowy dotąd na złe wychodziły (3). Przygania Ateńczykom za gnuśność i ociąganie się od wykonania ustaw przez nich samych uchwalonych, przytacza uchwałę przed czterema laty zapadłą, lecz z błahych powodów nie wykonana, i skutki stąd wynikłe (4–5). Przestrzega, by po raz drugi nie popełniali tego samego błędu, wskazując na ważność przymierza z Olintem (6). Ateńczycy sami od dawna życzyli sobie tego przymierza, w związku z czym powinni teraz udzielić Olintowi jak najsilniejszej pomocy (7). Mówca argumentuje, że ociąganie się sprowadzi na Ateńczyków hańbę, a okolicznościach wątpliwej postawy Tebańczyków i Fokijczyków, zagraża samej polis (8–9). Następnie przechodzi do wynalezienia środków na wyprawę posiłkową. Domaga się wyraźnie zmiany w prawodawstwie (10). Ustawy dotyczące rozdawania pieniędzy ze skarbu ludowi na igrzyska i ustawa dotycząca służby wojskowej powinny być jego zdaniem zmienione (11). Dopiero po zniesieniu tych ustaw będzie można swobodnie naradzać się i znaleźć dobrych doradców, dziś bowiem dostarczenie dobrej rady jest niebezpieczne (12–13). Powtarza, że ustawy nie mają wartości, jeżeli nie będą wykonywane (14), dlatego też wszelkie uchwały przeciw Filipowi nie osiągną skutku, jeżeli się Ateńczycy nie wezmą się do działania i nie będą korzystać z obecnej sytuacji (15–16). Gani niesprawiedliwość ludu oburzającego się na mówców, którzy zdrowe i pożyteczne rady podają, gdy zalecane przez nich środki wymagają pracy i wyrzeczenia się osobistej korzyści, i żąda dostarczenia pieniędzy na wyprawę (17—20). Według Demostenesa prawy obywatel wyżej ceni korzyść polis, niż chwilową aprobatę uzyskaną czczym przymilaniem się ludowi. Porównuje mówców dawnych i dzisiejszych (21–22), ich usposobieniem, życie prywatne i publiczne obywateli (23–24). Dawniej w położeniach trudnych i niebezpiecznych Ateńczycy przewodzili wszystkim Hellenom (25–27), dziś z własnej winy wśród sprzyjających okoliczności wszystko stracili i sami sobie w Filipie stworzyli przemożnego nieprzyjaciela (28—30). Pyta o przyczynę i odnajduje ją w tym, że lud wypuścił z rąk swoich władzę w polis i za marne datki na igrzyska zdał się na łaskę przywódców, będąc panem zniżył się do poziomu sługi, tracąc poczucie swej godności i sławy narodowej (31–32). Jeżeli pieniądze skarbowe tak będą trwonione jak dotąd, Demostenes nie widzi ratunku. Tylko stanowcze zerwanie z tym zakorzenionym złem może zapewnić polis lepszą przyszłość. Mówca wykazuje, że drobne świadczenia otrzymywane przez obywateli dają każdemu z osobna niewiele korzyści, za to prowadzą do zguby polis (33). Pozwala ostatecznie na to, aby obywatele pobierali zasiłek ze skarbu, ale tylko w miarę usług oddanych ojczyźnie, i żąda, aby za to każdy według wieku i możności służył polis, nie zaś wykorzystywał jej skarb nie czując się zobowiązanym (34–35). Retor kończy mowę odwołaniem do przykładu przodków i wyrażeniem życzenia, by głosujący nad uchwałą mieli na względzie dobro polis (36).

## Tłumaczenia na język polski
- Andrzej Oskard, Mowy Demostenesa, Rzeszów 1869
- Izydor Poeche, Mowy Demostenesa, Kraków 1883
- Jerzy Kowalski, Wybór mów, Kraków 1922
- Romuald Turasiewicz, Wybór mów, Wrocław 1991